# Bolton (Mississippi)
Bolton è una città (town) degli Stati Uniti d'America, situata nella contea di Hinds, nello Stato del Mississippi.